# Giungano
Giungano är en ort och kommun i provinsen Salerno i regionen Kampanien i Italien. Kommunen hade 1 321 invånare (2017).